# Château de Fréfossé
Le château de Fréfossé, aussi appelé château du Tilleul, est situé à environ à 1,5 km au sud d'Étretat dans le village du Tilleul, dans le département de la Seine-Maritime et la région Normandie. Les origines du château sont à chercher dans un château médiéval du XIVe siècle. La propriété est devenue privée depuis 1998 et ne peut pas être visitée.

## Description
Le château de Fréfossé se situe au milieu d'un parc boisé de 50 ha. Le bâtiment principal, en brique, est de forme rectangulaire et composé de trois étages. Il est couvert d'un toit en croupe, percé de nombreuses lucarnes.

## Histoire
Galehaut de Saâne érigea aux environs de 1370 à 1380, au lieu de l'actuel château, la première place forte de la région.
À la fin de la guerre de Cent Ans, la seigneurie de Fréfossé entre dans la famille de Pelletot, touchée par la « terra salica » (c'est-à-dire que seuls les hommes peuvent en hériter) ; la seigneurie passera ensuite par filiation aux Puchot de Gerponville, puis aux familles Doullé de Gerponville, Compoinct du Boulhard et Hocquart dont le dernier de cette lignée au Tilleul fut le baron Édouard Hocquart, marié à Coralie de Lauriston, chambellan de Louis XVIII et de Charles X ; il devient le second maire du Tilleul en 1814 ; le baron et la baronne Hocquart acquirent en 1824 l'antique château de Valmont, demeure de la famille d'Estouteville.
Le château et son domaine sont mis en vente en 1887. Reconstruit et restauré dans un style néo-Renaissance, il est mis en vente en 1902.
Durant la Seconde Guerre mondiale, le bâtiment fut dégradé. Il fut d'abord utilisé comme caserne par les soldats allemands, ensuite, il servit de logement aux troupes alliées. Après que la ville du Havre fut devenue propriétaire du château, à la suite d'une donation de la famille Dusbosq en 1946, il est de nouveau propriété privée depuis 1997. En octobre 2009, un des bâtiments attenants dans la propriété a été complètement détruit par un incendie.
Un foyer, le Foyer du Tilleul, se situait également sur le terrain du domaine pendant quelques années. Quelques années après le rachat du château par un Allemand, l'établissement fut fermé et ses occupants relogés (Étretat, Le Havre, Criquetot-l'Esneval…).

## Littérature
- Jean Benoît Désiré Cochet, Étretat. Son passé, son présent, son avenir, Dieppe, Delevoye, 1850, p. 69–70 (online).
- Claude Frégnac, Merveilles des châteaux de Normandie, Paris, Hachette, 1966, p. 312.

## Galerie

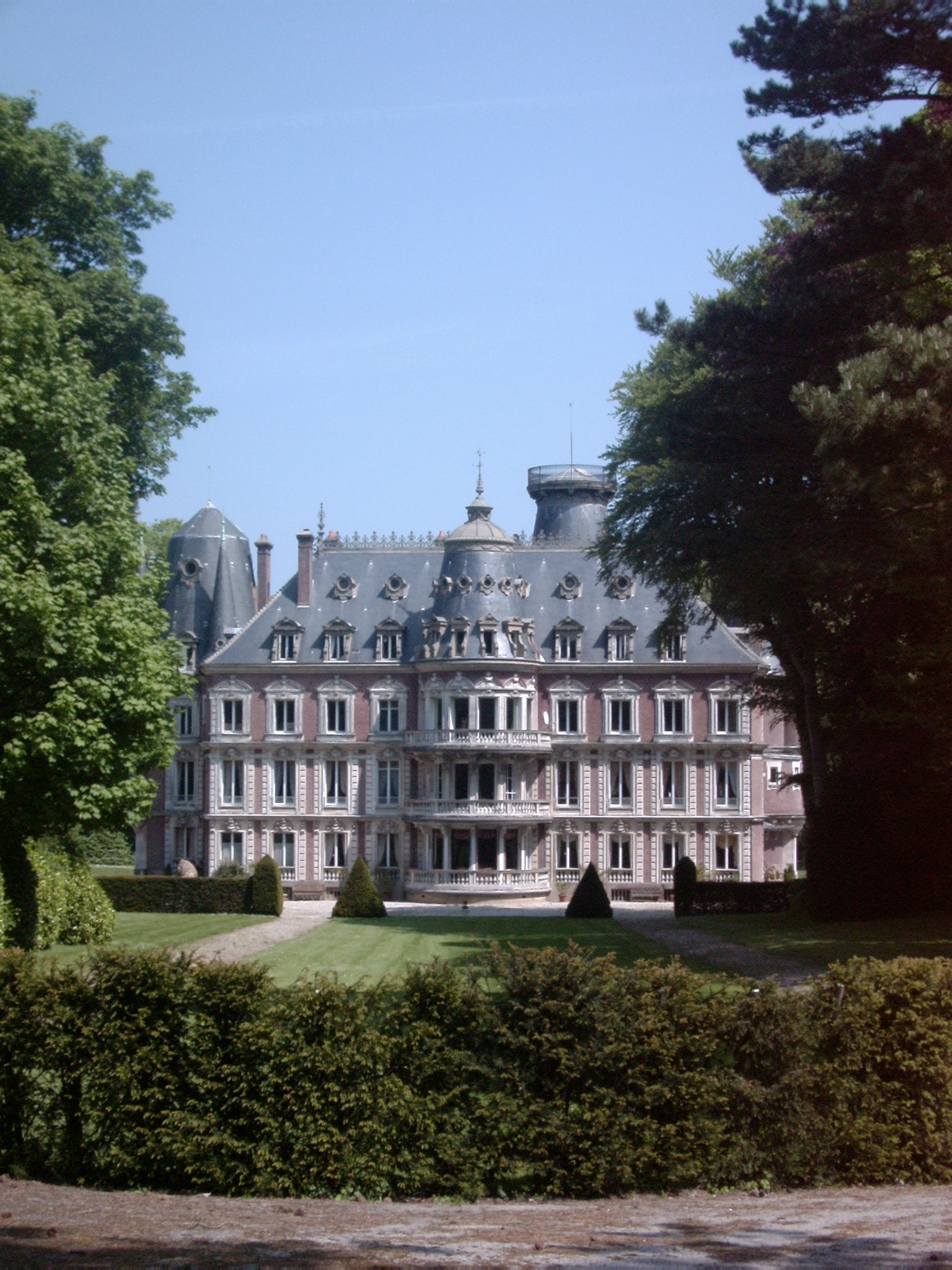
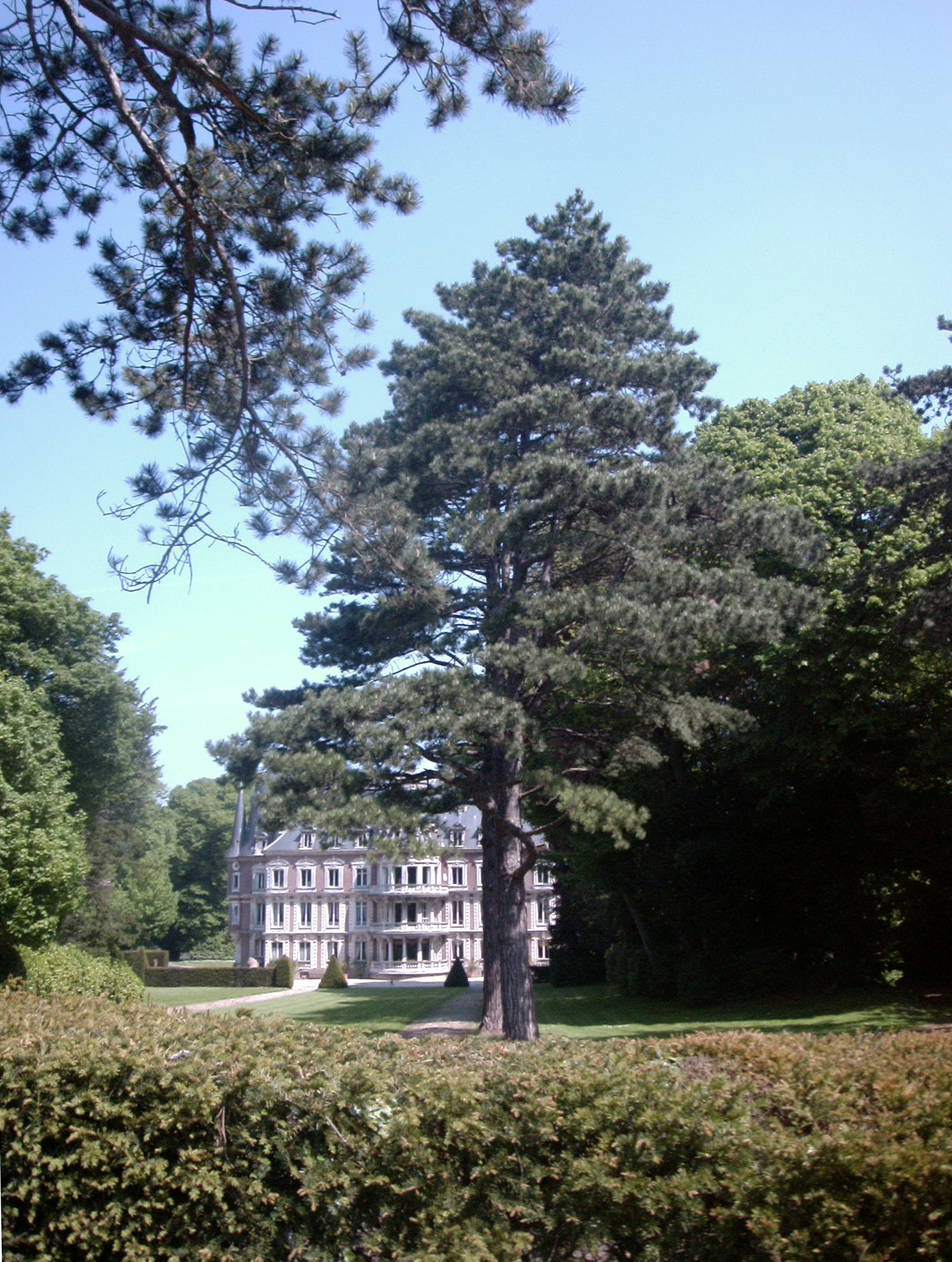
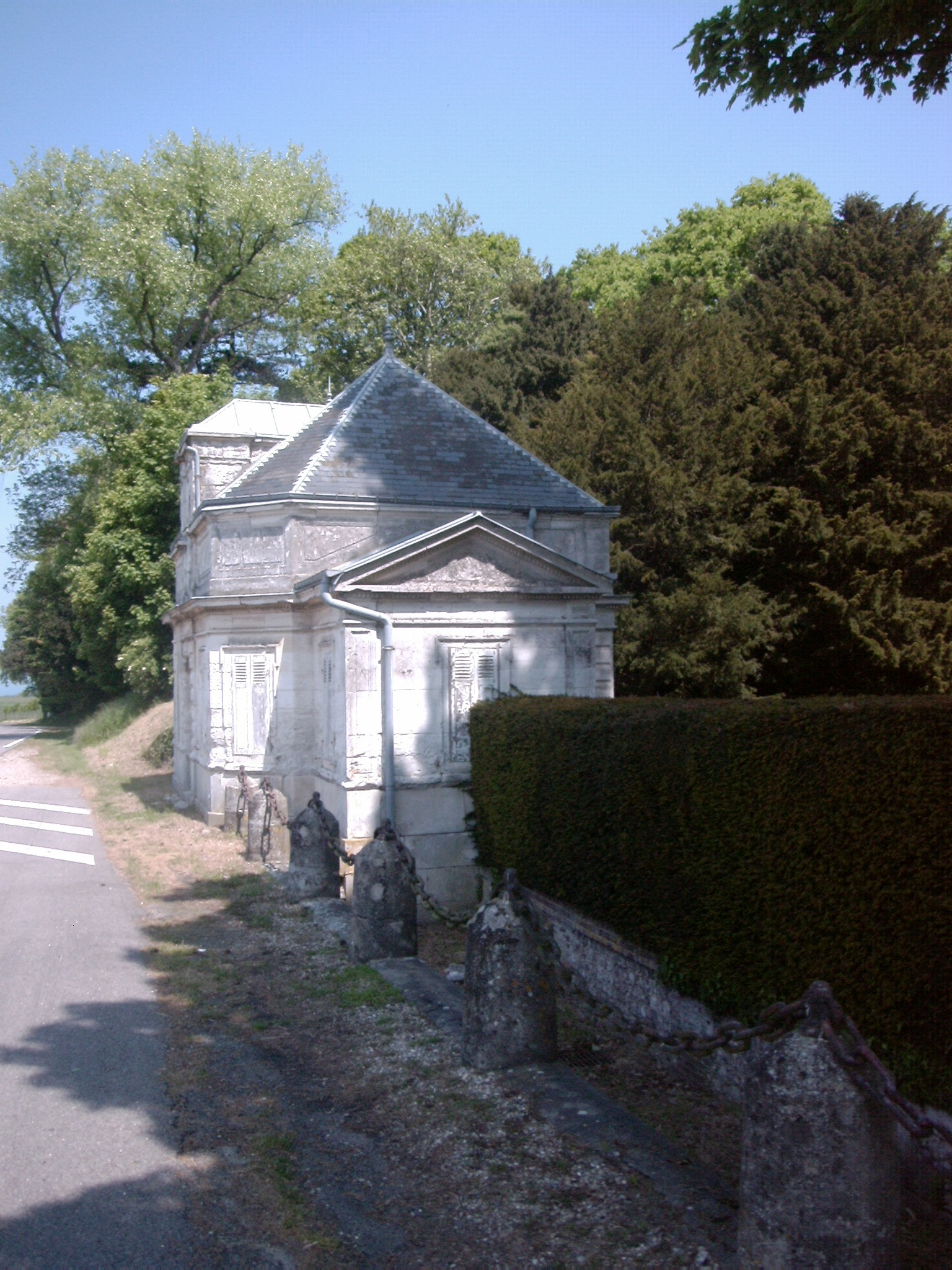
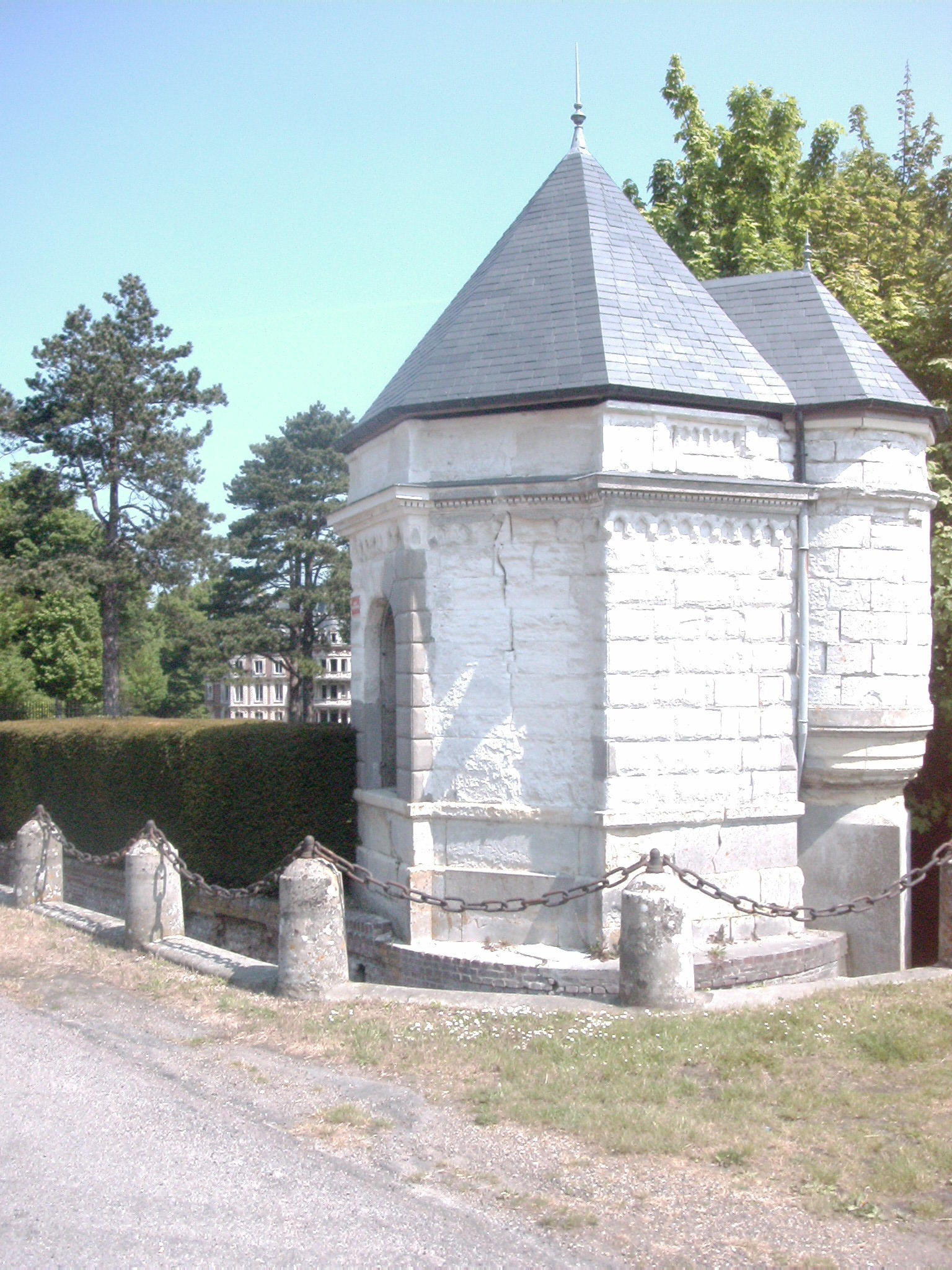
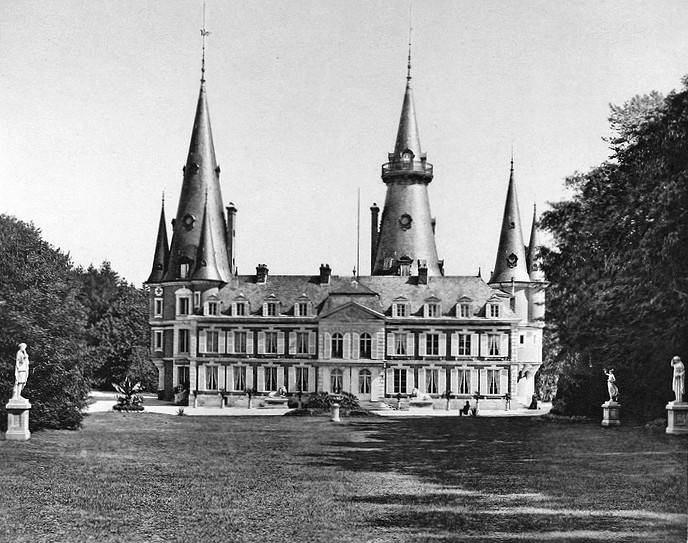